# Ozero Pljusy
Ozero Pljusy (ryska: Озеро Плюсы) är en sjö i Belarus.   Den ligger i voblasten Vitsebsks voblast, i den norra delen av landet, 220 km norr om huvudstaden Minsk. Ozero Pljusy ligger 131 meter över havet. Arean är 1,1 kvadratkilometer. Den sträcker sig 1,4 kilometer i nord-sydlig riktning, och 1,7 kilometer i öst-västlig riktning.
I omgivningarna runt Ozero Pljusy växer i huvudsak blandskog. Runt Ozero Pljusy är det glesbefolkat, med 16 invånare per kvadratkilometer.